# Wilfried Hannes
Wilfried Hannes (Düren-Echtz, 1957. május 17. –) világbajnoki ezüstérmes nyugatnémet válogatott német labdarúgó, hátvéd, edző.

## Pályafutása

### Klubcsapatban
Gyermekkorában tumor következtében elvesztette jobb szemének látását. A Sportfreunde Düren és a Düren 99 csapataiban kezdte a labdarúgást. 1975 és 1986 között a Borussia Mönchengladbach labdarúgója volt, ahol két bajnoki címet és egy UEFA-kupa győzelmet szerzett a csapattal. 1986 és 1988 között Schalke 04 játékosa volt. 1988-ban a AC Bellinzona, 1989-ben az FC Aarau csapataiban szerepelt Svájcban. 1989-ben vonult vissza az aktív labdarúgástól.

### A válogatottban
1981 és 1982 között nyolc alkalommal szerepelt a nyugatnémet válogatottban. Tagja volt az 1982-es világbajnoki ezüstérmes csapatnak Spanyolországban, de pályára nem lépett. 1979 és 1982 között nyolc alkalommal szerepelt a B-válogatottban.

### Edzőként
1991 és 1994 között az Alemannia Aachen vezetőedzője volt. Később negyed- és ötödosztálybeli csapatoknál dolgozott. 1995 és 1998 között a Rhenania Würselen, 1999 és 2003 között a Borussia Freialdenhoven, 2003–04-ben a GFC Düren szakmai munkáját irányította. 2004 óta ismét a Borussia Freialdenhoven vezetőedzője.

## Sikerei, díjai
NSZK
- Világbajnokság
  - ezüstérmes: 1982, Spanyolország

 Borussia Mönchengladbach
- Nyugatnémet bajnokság (Bundesliga)
  - bajnok: 1975–76, 1976–77
  - 2.: 1977–78
- Nyugatnémet kupa (DFP-Pokal)
  - döntős: 1984
- Bajnokcsapatok Európa-kupája (BEK)
  - döntős: 1976–77
- UEFA-kupa
  - győztes: 1978–79
  - döntős: 1979–80